# 山形県総合運動公園陸上競技場
山形県総合運動公園陸上競技場（やまがたけんそうごううんどうこうえんりくじょうきょうぎじょう）は、山形県天童市の山形県総合運動公園内にある陸上競技場兼球技場。施設は山形県が所有し、株式会社モンテディオ山形が指定管理者として運営管理を行っている。
県内の各種陸上競技大会や日本プロサッカーリーグ（Jリーグ）といったサッカーの公式戦・ラグビーなどの試合が主に開催される。
南陽市に本社を置くエヌ・デーソフトウェアが命名権を取得しており、2007年4月1日から「NDソフトスタジアム山形」（エヌ・デーソフトスタジアムやまがた、略称「NDスタ」）の呼称を用いている（詳細は後述）。

## 概要
1995年にJリーグ開催規格に合わせるため、芝生席だったバック・サイド両スタンドの座席化とナイター照明設備（4機）の設置が実施され、収容人員はそれまでの16,000人から20,315人に拡大された。
1996年からNEC山形サッカー部を改組したモンテディオ山形のホームスタジアムとして使用されるようになり、1999年にはモンテディオ山形のJリーグ加盟に合わせた形で、電光掲示板（大型映像装置）が設置された（2012年に機器更新）。
ただ、近年では山形県特有の厳しい自然環境に長年さらされていたために老朽化が激しく、Jリーグのシーズン中でもたびたび補強工事が行われている。

## 歴史
- 1991年6月2日　こけら落としとして、キリンカップサッカー 日本代表対タイ代表戦を開催。試合は後半に柱谷哲二がPKを決め、日本が1-0の勝利。[1]
- 1992年　第47回国民体育大会（べにばな国体）秋季大会メイン会場。
- 1994年7月9日　Jリーグプレシーズンマッチ、ジュビロ磐田対パルメイラス戦開催。試合は0-5でパルメイラスの勝利、観衆は18,027人。
- 1995年　バック、サイドスタンド改修。20,315人収容となる。
ナイター照明設備（4基）設置。
- 1996年4月27日　初のJリーグ公式戦、ジェフユナイテッド市原対ガンバ大阪戦開催。試合は2-1で市原の勝利、観衆は13,153人。
- 1999年　大型映像装置設置。
- 2007年　エヌ・デーソフトウェアが命名権取得。NDソフトスタジアム山形に改称。
- 2008年10月19日　初のジャパンラグビートップリーグ公式戦、横河武蔵野アトラスターズ対トヨタ自動車ヴェルブリッツ戦開催。試合は18-33でトヨタ自動車の勝利。
- 2009年3月14日　モンテディオ山形のJ1リーグ最初のホームゲーム、名古屋グランパス戦開催。雪が降りしきる中行われ、試合は0-0で引き分けた。
- 2010年7月17日　J1リーグ第13節のモンテディオ山形対ベガルタ仙台戦で、開場以来最多となる観衆20,231人を動員する。試合は秋葉勝と、田代有三の2ゴールにより3-1で山形が勝利。
- 2011年　ホーム側サイドスタンド拡張。21,292人収容となる。
- 2012年　バックスタンドの座席を個席化。大型映像装置を更新。
- 2014年9月13日　1991年以来となる日本代表戦、なでしこジャパンWORLD MATCH 日本女子代表対ガーナ女子代表戦を開催。試合は高瀬愛実が試合開始直後の15秒に先制ゴールを決めるなど2得点の活躍、5-0で日本が大勝した。
- 2017年7月29日 - 8月2日　南東北インターハイの陸上競技を開催。
- 2025年7月27日　国際親善試合、スタッド・ランス対モンテディオ山形戦開催（予定）。海外クラブが当スタジアムで試合をするのは1994年のパルメイラス以来。モンテディオにとっては初めての海外クラブとの親善試合。

## 命名権
県は2005年から2006年の2年間、二度にわたって命名権の募集を行ったが応募企業がなかった。2007年、権利獲得額を年間1200万円に引き下げ再び募集し、山形県南陽市に本社を置く、福祉、介護関係のソフトウエア開発を手がけるエヌ・デーソフトウェアの1社のみが当該額で入札して、2007年4月1日から3年間の陸上競技場の命名権を獲得した。これに伴い、陸上競技場はNDソフトスタジアム山形（略称：NDスタ）と呼称されることが決定した。
2010年1月22日、前回契約よりも増額となる年額2,100万円で2010年4月1日から2013年2月28日までの2年11ヶ月の契約でエヌ・デーソフトウェアと契約を更新。2012年11月には、2013年3月1日から3年間の契約を同額で再更新。2015年11月には、2016年3月1日から3年間の契約を同額で再更新している。
なお、エヌ・デーソフトウェア側はスタジアム名称を通じて企業の知名度が大幅に上がった事で、ネーミングライツ取得について好意的な見解を示している。

## 施設概要
- 日本陸上競技連盟第1種公認
- ワールドアスレティックスクラス2公認
- トラック：（直線9レーン、曲線400m×9レーン）
- 天然芝グラウンド
- 付属施設：補助陸上競技場（第3種公認）
- フィールド：107m×70m
- 照明灯：4基
- バックスタンド聖火台付近の芝生部分（観客立入禁止）に2008年から「NDスタ」の植え込みがなされている。

## 施設画像

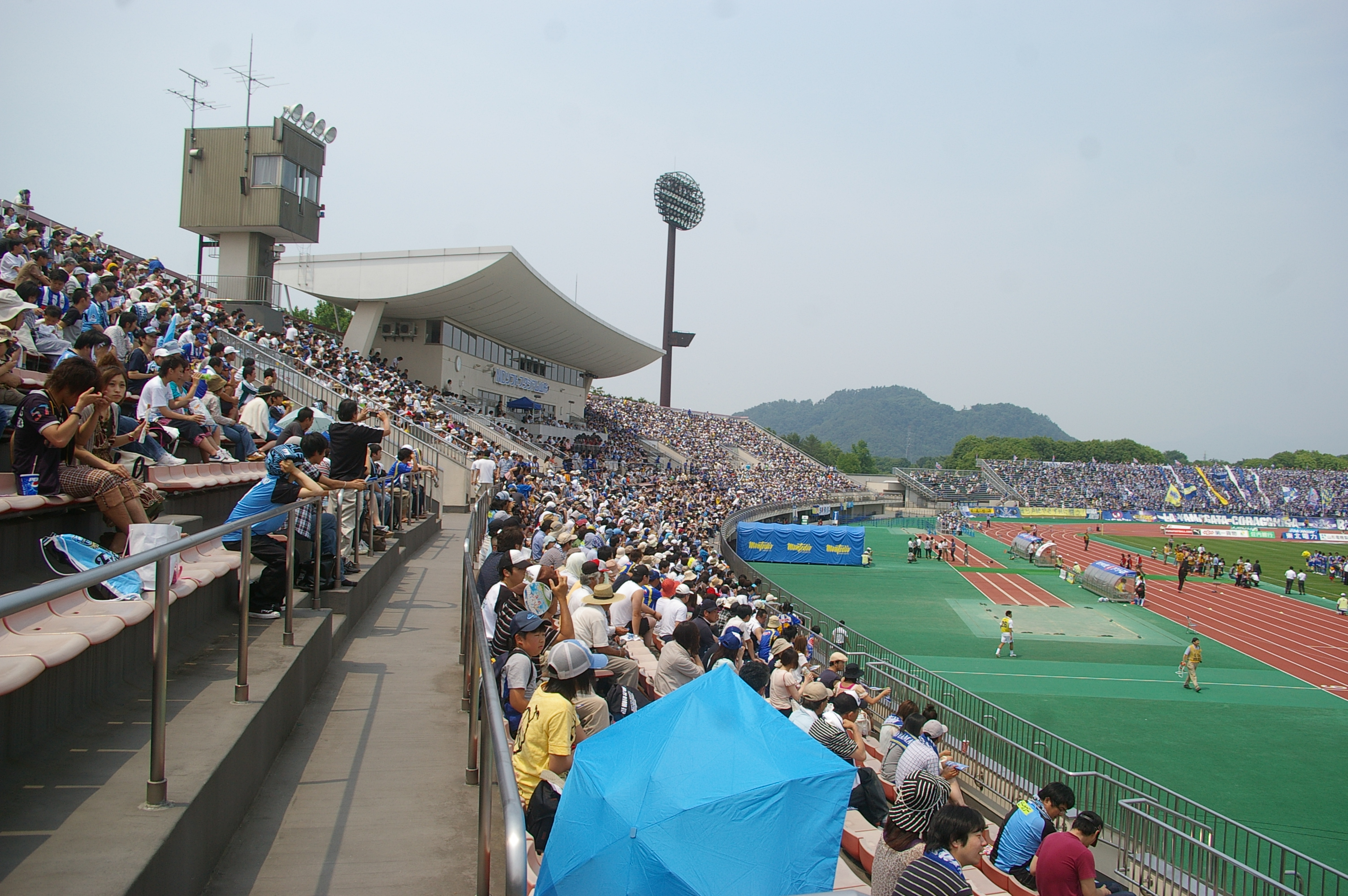
メインスタンド客席
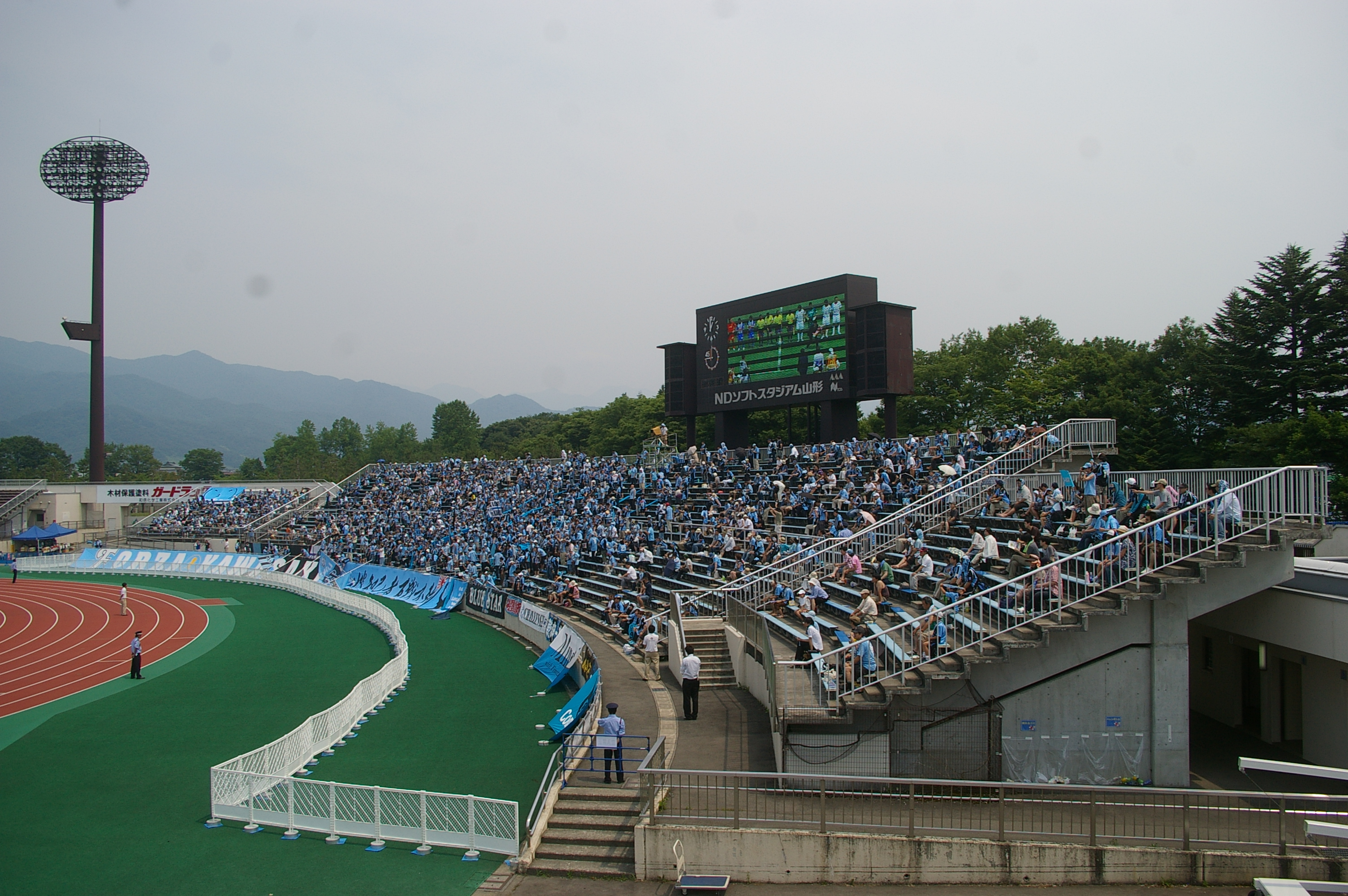
大型映像装置とアウェイゴール裏
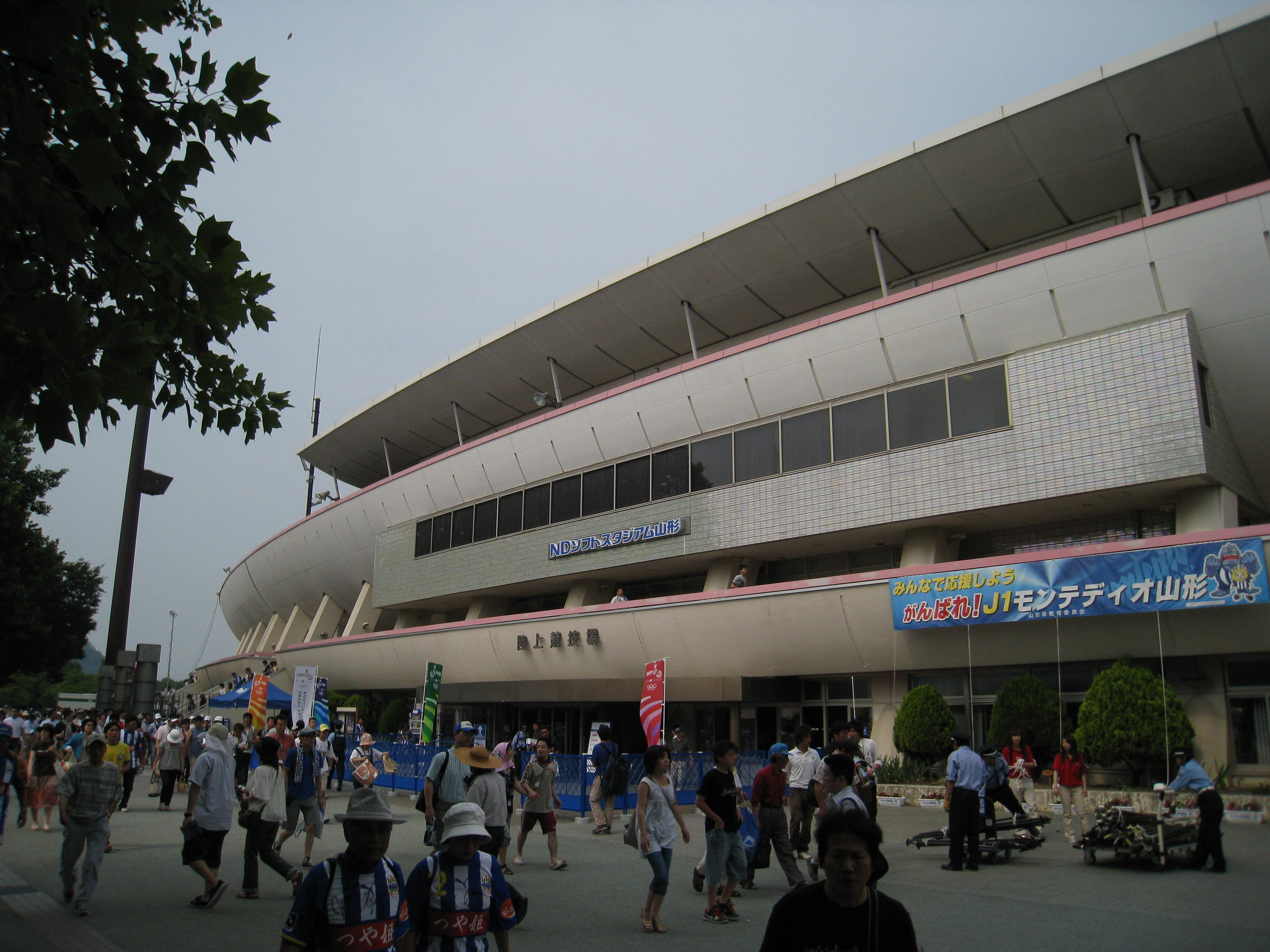
メインスタンド正面外観